# Rolfsån
Rolfsån este o arie protejată (arie specială de conservare — SAC, sit de importanță comunitară — SCI) din Suedia întinsă pe o suprafață de 36,8 ha, integral pe uscat.

## Localizare
Centrul sitului Rolfsån este situat la coordonatele 57°28′53″N 12°07′25″E / 57.4815°N 12.1235°E.

## Înființare
Situl Rolfsån a fost declarat sit de importanță comunitară în noiembrie 2003 pentru a proteja 1 specie de animale. Situl a fost protejat și ca arie specială de conservare în martie 2011.

## Biodiversitate
Situată în ecoregiunile continentală și marină Atlantică, aria protejată nu include niciun habitat protejat.
La baza desemnării sitului se află o specie protejată de  pești: somonul (Salmo salar).